# プルデンシャル・ライドロンドン＝サリー・クラシック
プルデンシャル・ライドロンドン＝サリー・クラシック（Prudential RideLondon-Surrey Classic）は、自転車競技、ロードレースにおける、ワンデイレース。
2017年シーズンよりUCIワールドツアーカテゴリ。

## 概要
ロンドンオリンピックのテストイベント（プレイベント）として、2011年にロンドン＝サリー・サイクル・クラシック（London-Surrey Cycle Classic）の名称で開催されたレースを起源とする。カテゴリはUCIヨーロッパツアー1.2クラス。
オリンピック後も、ロンドンで毎年開催されるサイクリストのイベントであるライドロンドンの一環としてレースが行われている。
2013年はライドロンドン＝サリー・クラシック（RideLondon–Surrey Classic）の名称で、UCIヨーロッパツアー1.1クラス。
2014年からはイベントのメインスポンサーであるプルーデンシャル社の名前が付き、プルデンシャル・ライドロンドン＝サリー・クラシック（Prudential RideLondon Classic）となり、2016年まで1.HCクラス。2017年からUCIワールドツアーカテゴリに昇格した。
コースは、ロンドン市内からスタート。サリー州のボックスヒル等の丘陵を経由し、再びロンドン市内に戻ってゴールとなる。